# Abelmoschus hostilis
Abelmoschus hostilis là một loài thực vật có hoa trong họ Cẩm quỳ. Loài này được (Wall. ex Mast.) M.S.Khan & M.S.Hussain mô tả khoa học đầu tiên năm 2001.